# 史蒂文斯縣 (華盛頓州)
史蒂文斯縣（英語：Stevens County）是美国华盛顿州東北部的一個縣，北鄰加拿大不列颠哥伦比亚省，面積6,580平方公里。根据2020年美國人口普查，共有人口46,445人。縣治科爾維爾（Colville）。該縣成立於1863年1月20日，縣名紀念华盛顿领地首任總督艾薩克·史蒂文斯。